# Hope River (Yalgar River)
Der Hope River ist ein Fluss im Westen des australischen Bundesstaates Western Australia.

## Geografie
Er entspringt im Lake Annean, etwa 40 Kilometer südwestlich von Meekatharra und fließt nach Nordosten. Dabei durchquert er den Muggabullin Swamp. Im Nordteil dieses Sumpfes (Yalgar Pool) mündet der Hope River in den Yalgar River.

### Nebenflüsse mit Mündungshöhen
Der Hope River hat folgende Nebenflüsse:
- Tieraco Creek – 429 m

### Durchflossene Seen
Er durchfließt folgende Seen/Stauseen:
- Lake Annean – 446 m
- Berrin Pool – 424 m
- Kilekilegunna Pool – 418 m
- Yalgar Pool – 413 m

## Geschichte
Der Ursprung des Namens ist nicht bekannt, aber er wurde 1943 dem Geschäftsführer der Belele Station von einem seiner Mitarbeiter genannt.